# 엷은황갈색발모자이크꼬리쥐

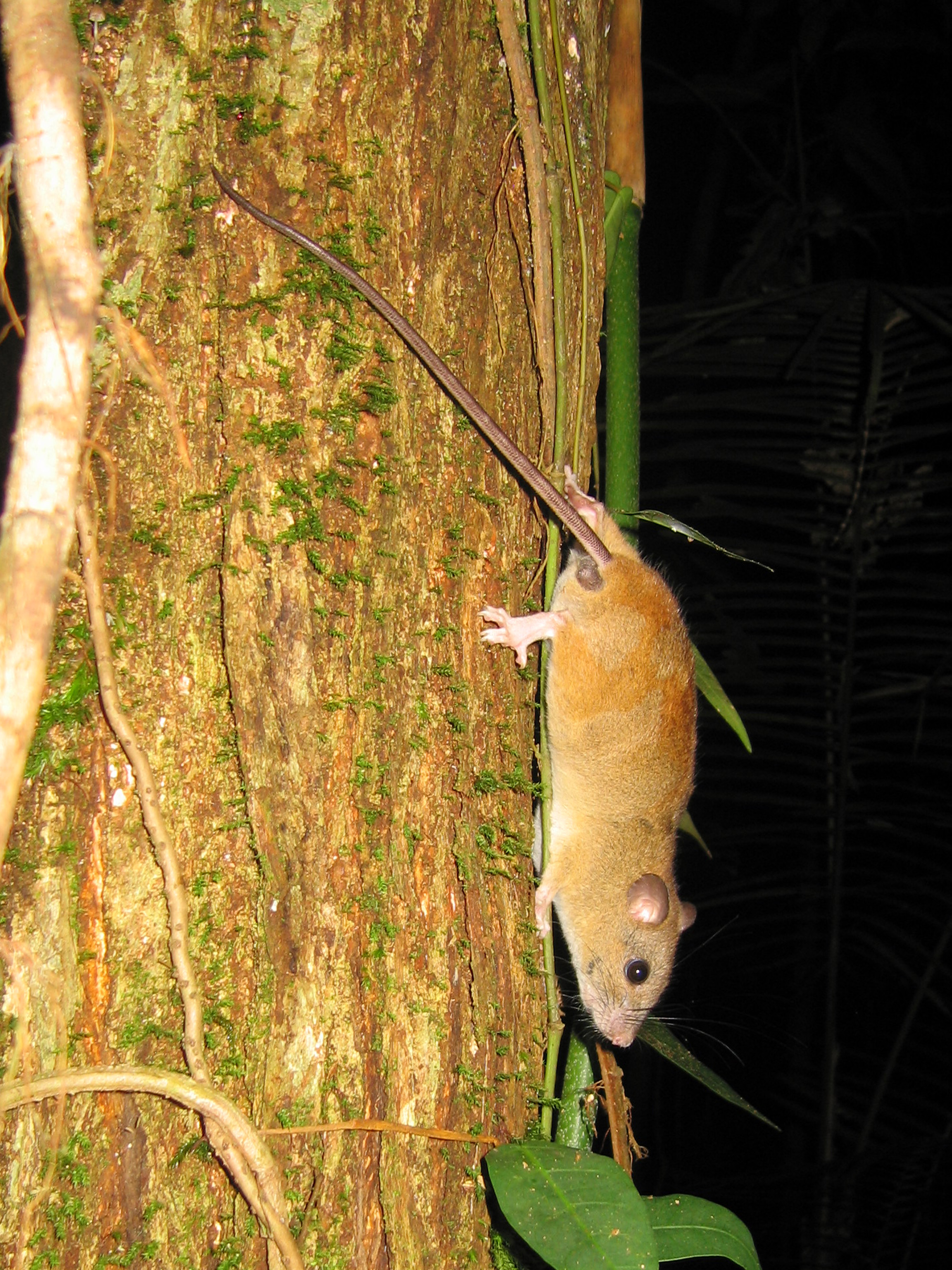
엷은황갈색발모자이크꼬리쥐

엷은황갈색발모자이크꼬리쥐(Melomys cervinipes)는 쥐과에 속하는 설치류의 일종이다. 오스트레일리아에서만 발견된다.

## 특징
중형 설치류로 꼬리 길이 115~200mm를 제외한 몸길이는 100~200mm이고, 발 길이는 23~30mm이다. 귀 길이는 16~22mm, 몸무게는 최대 110g이다.